# Пеция, Петр Попович
Петр Попович Пеция (1826, Бушевич, Боснийская краина — 1875) — сербский гайдук, предводитель восстания против турецкого владычества.

## Биография
Умел читать и писать, говорил на сербском и турецком языках. Не признавал османского правления и до конца жизни боролся против турок на Балканах.
Осенью 1858 года вместе с хайдучским харамбашой Петром Гарача из Стригове, возглавили восстание и перед Костайницей вырыли ров известный как Пециин Ров. К отрядам Петра присоединились местные люди, и неподалёку состоялся ожесточённый бой между турками и повстанцами. После долгой и трудной борьбы турки смогли прогнать силы повстанцев через реку Уна в Костайнице, где большинство повстанцев было передано в руки австрийских войск. Пеция и Горача вместе с примерно 300 повстанцами вернулись обратно на поле боя и нанесли мощный удар по врагу, так что турки бежали в Пастирево.
После восстания был дважды схвачен турками. В Константинополе был приговорён к смертной казни. Наказание должно было быть приведено в силу на его родину. По пути в родной город бежал в Крагуевац, где стал охранником литейного производства. Там оставался до восстания в Боснии 1875 года. Присоединился к повстанцам и уже 28 августа принимал участие в битве возле деревни Гашица в качестве предводителя. Вскоре после одержанной победы повстанцев застали врасплох турки, и после долгого боя многие из них бежали в Просару, а пятьдесят из них вместе с Пецией пришли на берег Савы, чтобы сражаться.
После новой битвы, которую сербы тоже проиграли, повстанцы сумели достать лодку и переправиться через реку, но без укрытия над головой, почти все умерли от турецких снарядов. Только Пеция и двое мужчин остались в живых, но Петр, мужественный духом, не стал убегать, вышел на поляну, и сказал, туркам: Вот турки, знайте, Пеция не убит, он все ещё жив, и вскоре будет мстить. В этот момент его пристрелили. Это было 29 августа 1875 года. Мертвого Петра с друзьями и другими героями похоронли в деревне Ябланац ниже Ясеноваца, а через десять лет после его смерти кости Пеции были перенесены и хранятся в монастыре Моштаница вблизи Козары.